# 種部恭子
種部 恭子（たねべ きょうこ、1964年〈昭和39年〉10月14日 - ）は、日本の産婦人科医師、政治家。自由民主党所属の富山県議会議員（2期）、富山県医師会常任理事、日本産婦人科医会常務理事。

## 来歴
富山県富山市生まれ。富山市立西田地方小学校卒業、富山市立南部中学校卒業、富山県立富山中部高等学校理数科卒業、富山医科薬科大学医学部医学科卒業。大学卒業後は富山医科薬科大学医学部産科婦人科学教室入局、恩賜財団母子愛育会愛育病院産婦人科勤務、黒部市民病院勤務、富山医科薬科大学大学院医学研究科博士課程修了、富山医科薬科大学医学部産科婦人科学助手、富山県済生会富山病院産婦人科医長、医療法人社団藤聖会女性クリニックWe! TOYAMA院長、医療法人社団藤聖会女性クリニックWe! TOYAMA代表。
2019年、富山県議会議員選挙に富山市第1（定数11）から自由民主党公認で出馬し、得票数は2位で、初当選を果たした。
2019年、富山市長選の自民党内の予備選挙で敗れる。
内閣府男女共同参画会議の重点方針専門調査会委員及び女性に対する暴力に関する専門調査会委員、公益社団法人日本産婦人科医会常務理事、公益社団法人富山県医師会常任理事、日医工株式会社社外取締役。
自民党のHPVワクチンの積極的勧奨再開を目指す議員連盟のメンバーである。
趣味はスキー。
家族は夫、子ども2人、保護ねこ2匹。

## 政策・主張
- 2017年時点で女性の医学部への入試について「ゲートコントロールされているのではないか」と指摘。「医師が男女半々になったほうが、医療は安全になる」との立場を取る [8]。
- 同性パートナーシップに賛成している[4]。
- 中高生が性交をすることを禁止する明確な理由がないとの意見を持つ。教育の場で望まない妊娠や繰り返しの妊娠、不特定多数との性行為を叱責することは脅しや嫌がらせであり、一緒に解決することやそれが困難ならまた助ければよいとの見解。座右の銘は「死ぬこと以外かすり傷」[9]。
- 女性が産む産まない人生、両方ありだとして、選択は正しい知識に基づいて女性が自分で決めることとの意見を持つ[10]。
- 関係が破たんした夫婦の中絶配偶者同意不要決定について「不安定な女性と医師の立場を守るもので、大きな前進」と語った[11]。
- 緊急避妊薬のオンライン診療での処方について「一つ前進」としつつも、避妊や医療にアクセスしづらい10代にとってはまだハードルが高い。避妊が男性主体で中絶は女性の自由意思で行えないことを良好な環境ではないとの見解を示している[12]。
- ピルが日本に入ってきた時から、手に入れやすいようお祭りの屋台で売れば良いと主張していた[13]。

## 人物
高校生の時に産婦人科受診の際、男性医師からいきなり「セックスの経験はあるのか」と聞かれ怒りを覚えたこときっかけで、男性中心の医療を変えるため医師を目指したと述べている。のちにその医師と再会し、直接苦情を言ったが率直に謝られて応援者になってくれたことを語っている。また若年妊娠などの性の問題や出産後の女性の自殺などについて政治から変えることが必要と思い政治を目指したという。

## 活動

### 性教育
1991年から性教育の出前授業を行う。1992年に富山県にUターンしてからは黒部市、富山市で学校や地域からの要請を受けて講義をしてきた。性教育は危機管理との立場に立つ。富山市の10代中絶率は低位から2016年全国3位と低く、同市教委は出前授業の影響と考えている。性教育やLGBTを推奨する活動の際に、旧統一教会員より抗議を受けたことを語っている。

### HPVワクチン啓発活動
2020年12月の自民党のHPVワクチンの積極的勧奨再開を目指す議員連盟の総会において種部恭子氏は富山県では2019年度HPVワクチン接種率は6％を超え、2020年度からは個別通知を開始するなど、 富山県におけるHPVワクチン接種率の現状とその向上への取り組みを報告した。

### 緊急避妊薬OTC化の審議問題
2021年10月に行われた厚生労働省の検討会において、日本産婦人科医会常務理事として参考人出席した種部恭子は、同会が検討会資料として提出した産婦人科医へのアンケート調査結果が実際は緊急避妊薬のOTC化に反対42％、賛成と条件付き賛成で54.7％であったものを、回答者の91％が反対と結論づけた報告を行った。このため、事実歪曲の指摘があり、謝罪し、訂正した。